# Alekséi Shchebelin
Alekséi Shchebelin (13 de julio de 1981), también conocido como Alexey Shchebelin, es un ciclista ruso retirado.

## Trayectoria
En junio de 2009 fichó por el equipo SP Tableware-Gatsoulis tras haber pasado dos años y medio en el equipo sanmarinense Cinelli y haber estado a prueba en la escuadra italiana Ceramica Flaminia a finales de 2006.
En 2008 se hizo un hueco en el panorama ciclista internacional al ganar dos pequeñas vueltas como el Tour de Marruecos y el Circuito Montañés.

## Palmarés
2006
- 1 etapa del Giro del Valle de Aosta

2007
- 1 etapa del The Paths of King Nikola

2008
- Tour de Marruecos, más 3 etapas
- Circuito Montañés, más 1 etapa

2009
- Tour de Rumania, más 2 etapas

## Equipos
- Ceramica Flaminia (2006)[1]
- Cinelli (2007-2008)
  - Cinelli-Endeka-OPD (2007)
  - Cinelli-OPD (2008)
- SP Tableware-Gatsoulis (2009)[2]